# José Batista
Pour les articles homonymes, voir Batista.
José Alberto Batista González (né le 6 mars 1962 à Colonia del Sacramento) est un footballeur international uruguayen évoluant au poste de défenseur devenu entraîneur du club argentin du Deportivo Español.
Il est connu pour avoir reçu un carton rouge après 56 secondes de jeu (un record en Coupe du monde) lors du match du Mondial 1986 entre l'Uruguay et l'Écosse le 13 juin 1986,.

## Carrière
Batista joue pour plusieurs clubs uruguayens et argentins, commençant sa carrière au Club Atlético Cerro, et rejoignant l'un des clubs phares du pays, le Club Atlético Peñarol en 1983.
En 1985, Batista rejoint le Deportivo Español en Argentine, où il évolue durant une décennie. Il fait un bref retour dans le Championnat d'Uruguay de football en 1995, avec les Rampla Juniors.
Il passe ses trois dernières années avec le Gimnasia Jujuy, le Deportivo Español et l'Argentino de Quilmes en deuxième division argentine.
Batista compte un total de quatorze sélections avec l'équipe d'Uruguay de football, entre 1984 et 1993.
Son premier match international est une rencontre amicale face au Pérou, à Montevideo, le 19 septembre 1984. Durant les éliminatoires de la Coupe du monde 1986, il marque un but décisif lors d'une victoire sur le score de 2-1 contre le Chili, le seul pour sa sélection ; au cours de la phase finale, il est expulsé par l'arbitre français Joël Quiniou, après moins d'une minute de jeu, pour avoir commis un tacle dangereux sur le footballeur écossais Gordon Strachan. Les Uruguayens seront éliminés en huitièmes de finale par l'équipe d'Argentine de football.
José Batista est entraîneur du Deportivo Español entre 2009 et 2010.

## Palmarès
- Vainqueur des Jeux panaméricains en 1983 avec l'équipe d'Uruguay de football amateur[4].
- Finaliste de la Coupe intercontinentale des nations en 1985 avec l'équipe d'Uruguay de football[5].